# Impatiens rectangula
Impatiens rectangula är en balsaminväxtart som beskrevs av Hand.-mazz. Impatiens rectangula ingår i släktet balsaminer, och familjen balsaminväxter. Inga underarter finns listade i Catalogue of Life.